# Rhinolophus microglobosus
Rhinolophus microglobosus — вид рукокрилих ссавців з родини підковикових.

## Таксономічна примітка
Таксон відокремлено від R. stheno.

## Середовище проживання
Країни проживання: М'янма, Китай, Таїланд, Лаос, Камбоджа, В'єтнам.

## Спосіб життя
Він зустрічається в печерах, вапнякових областях і в кількох типах лісів, від низинних до пагорбових вічнозелених лісів. Жіночі особини були виявлені вагітними наприкінці лютого та лактаційними у травні.